# جيمس س. روز
جيمس س. روز (بالإنجليزية: James C. Rose)‏ هو مهندس معماري أمريكي، ولد في 1913 في بنسيلفانيا في الولايات المتحدة، وتوفي في 1991.